# Praça da Bandeira
Ne doit pas être confondu avec Praia da Bandeira.
Praça da Bandeira est un quartier du nord-Tijuca de Rio de Janeiro au Brésil créé le 23 juillet 1981.